# The Von Bondies
I The Von Bondies sono stati una band alternative rock originaria di Detroit, fondata nel 2000.

## Storia
La band originaria fu formata nel 1997 da Jason Stollsteimer e Marcie Bolen. Nel 1999, dopo vari cambi di formazione, alla band, che all'epoca si chiamava Baby Killers, si unì il batterista Don Blum, mentre il bassista Leann Banks fu scelto tramite un provino. Nel 2000 il gruppo prese il nome definitivo di Von Bondies.
Il destino del gruppo cambiò quando al concerto di capodanno del 2000 a Detroit furono notati da Long Gone John, proprietario dell'etichetta discografica indipendente Simpathy for the Record Industry, con la quale la band pubblicò l'album di debutto Lack of Communication nel 2001. Nel marzo 2004 i Von Bondies fecero un ulteriore salto di qualità pubblicando con la Sire Records, un'etichetta della Warner Music, il loro secondo lavoro, intitolato Pawn Shoppe Heart, che raggiunse la 36ª posizione nelle classifiche inglesi. Nell'album è contenuto il singolo C'mon C'mon, probabilmente il loro pezzo di maggior successo, scelto anche come sigla della serie televisiva Rescue Me.
Il loro terzo e ultimo album, Love, Hate and Then There's You, uscì nel 2009 per l'indipendente Majordomo Records, e fu anticipato dall'EP We Are Kamikazes, contenente il singolo Pale Bride, poi incluso anche nell'album.
Il gruppo si sciolse nel 2011, quando Stollsteimer decise di dedicarsi completamente al progetto dei The Hounds Below.

## Formazione

### Ultima
- Jason Stollsteimer - voce, chitarra
- Leann Banks - voce,  chitarra, basso
- Christy Hunt - chitarra, voce
- Don Blum – batteria

### Ex componenti
- Lauren Wilcox - chitarra, basso (2001)
- Carrie Ann Smith - basso, voce, chitarra (2001-2004)
- Yasmine Smith - chitarra, voce, basso membro nei tour (2004-2006)
- Marcie Bolen – chitarra (2001-2006)
- Alicia Gbur - chitarra, tastiera, voce membro nei tour (novembre 2007 – marzo 2008)
- Matt Lanoo – chitarra membro nei tour (novembre 2007 – marzo 2008)

## Discografia

### Album studio
- 2001 - Lack of Communication
- 2004 - Pawn Shoppe Heart
- 2009 - Love, Hate and Then There's You

### Raccolte
- 2003 - Raw and Rare (BBC sessions)

### EP
- 2008 – We Are Kamikazes

### Singoli
- 2000 – Nite Train 7"
- 2001 – It Came From Japan 7"
- 2002 – It Came From Japan CD Single
- 2002 – Tell Me What You See 7"
- 2004 – C'mon C'mon 7"
- 2004 – C'mon C'mon CD Single (UK #21)
- 2004 – Tell Me What You See CD Single Part 1
- 2004 – Tell Me What You See CD Single Part 2
- 2004 – Tell Me What You See 7"
- 2008 – Pale Bride 7"